# Обсерванты
Обсерванты (лат. observantia — соблюдение, почтение) в Католической церкви — люди, предпочитающие монашеский образ жизни. Первоначально обсервантами считались отдельные лица из числа монашествующих, которые отличались особо строгим укладом жизни. Позднее обсерванты выделились в особый класс в монастырях. В указанном смысле название «обсерванты» впервые было упомянуто на Констанцском соборе (1414—1418).
В 1350 году в ордене францисканцев насчитывалось около 12-и монастырей обсервантов. Во время раздоров между простыми монахами и обсервантами, последним было предоставлено право иметь в монастыре особого начальника, генерал-министра (minister generalis).